# ノー・ノー・ナネット (1940年の映画)
『ノー・ノー・ナネット』（No, No, Nanette）は、1940年のアメリカ合衆国のミュージカル映画。
1919年の演劇舞台『ノー・ノー・ナネット』、1930年の映画『浮気成金』を基にし、イギリス人のハーバート・ウィルコックスが監督した。
RKOスタジオでアンナ・ニーグルとウィルコックスが制作した複数の映画の1つとなった。1943年、ウイルコックスとニーグルは結婚することとなった。

## ストーリー
魅力的な女性であるナネットは、大富豪の叔父ジミーの数々の女性問題を解決する。一方でナネットはミュージカル・コメディ・プロデューサーと若いアーティストの間で揺れ動く。

## キャスト
- ナネット：アンナ・ニーグル
- トム・ギルスピー：リチャード・カールソン
- ウィリアム・トレイナー：ヴィクター・マチュア
- ジミー・スミス：ローランド・ヤング（英語版）
- スーザン・スミス：ヘレン・ブロデリック（英語版）
- ポーリン・ヘイスティングス：ザス・ピッツ
- キティ：イヴ・アーデン（英語版）
- スタイルズ：ビリー・ギルバート
- ソニヤ：タマラ（英語版）
- スティルウォーター親子(二役)：スチュアート・ロバートソン
- ベティ：ドロシア・ケント（英語版）
- レミントン(執事)：オーブリー・マザー（英語版）
- ガートルード(コック)：メアリー・ゴードン（英語版）
- ハッチンソン：ラッセル・ヒックス（英語版）

## 製作
ヴィクター・マチュアはハル・ローチからRKOに貸し出された。

## サウンドトラック
- No, No, Nanette — ヴィンセント・ユーマンス(作曲)、オットー・ハーバック(作詞) – アンナ・ニーグル歌唱
- I Want to Be Happy — ヴィンセント・ユーマンス(作曲)、アーヴィング・シーザー(作詞) – アンナ・ニーグル、ロナルド・ヤング歌唱
- I Want To Be Happy – タマラ・ドラシン歌唱
- I Want To Be Happy – イヴ・アーデン歌唱
- I Want To Be Happy – アンナ・ニーグル、リチャード・カールソン歌唱
- 二人でお茶を Tea for Two — ヴィンセント・ユーマンス(作曲)、アーヴィング・シーザー(作詞) – アンナ・ニーグル、リチャード・カールソン歌唱
- 黒い瞳 Ochi Chornya — ロシアのキャバレー・ソング。1879年のフロリアン・ハーマンの『Valse Hommage』op. 21を引用[4]、イェウヘーン・フレビーンカ作詞

## 評価

### 興行収入
作品は人気があったが制作費がかさみ$2,000の赤字となった。